# 天主教貝爾福-蒙貝利亞爾教區
天主教貝爾福-蒙貝利亞爾教區（拉丁語：Dioecesis Belfortiensis-Montis Beligardi）是法國一個羅馬天主教教區，屬貝桑松總教區。
教區成立於1979年11月3日，包括貝爾福地區全省、杜省以及上索恩省的一部份，2012年有教友247,400人（佔轄區總人口76.0%）、133個堂區、八十二名司鐸。現任教區主教為克勞德·朔克特。